# アーチボルド・ヒル
アーチボルド・ヴィヴィアン・ヒル（Archibald Vivian Hill, CH OBE FRS、1886年9月26日 - 1977年6月3日）はイギリス生まれの生理学者で生物物理学やオペレーションズリサーチの創始者の1人である。筋肉中の熱発生に関する研究により、1922年度のノーベル生理学・医学賞を受賞した。

## 伝記
彼はブリストルの街に生まれ、ケンブリッジ大学トリニティ・カレッジに入学した。生理学に転向する前は、3年間数学を学んでいた。彼の初期の研究にはミカエリス・メンテン式やヒル係数がある。彼は、生物物理学の創始者の一人であるヘルマン・フォン・ヘルムホルツとともに神経や筋肉の物理的性質に関する様々な測定を行った。
1913年に経済学者ジョン・メイナード・ケインズと外科医ジェフリー・ケインズの妹であるマーガレット・ケインズと結婚し、2男2女をもうけた。長女のポリー・ヒル（1914年〜2005年）は経済学者で、西アフリカ試験協議会（WAEC）の試験官であるK.A.C.ハンフリーと結婚した。長男のデイビッド・ケインズ・ヒル（1915年〜2002年）は物理学者、次男のモーリス・ヒル（1919年〜1966年）は海洋学者である。次女のジャネット・ヒルは小児精神科医で、免疫学者のジョン・ハーバート・ハンフリーと結婚して心理学者のニコラス・ハンフリーをもうけた。
1914年、第一次世界大戦が開戦すると彼はイギリス陸軍に所属し弾道学とオペレーションズリサーチに基づいてチームを整理した。このチームにはラルフ・フォウラー、ダグラス・ハートリー、エドワード・アーサー・ミルンらの著名な物理学者がいた。
アーチボルドは1919年にケンブリッジに戻り、1920年にマンチェスター・ビクトリア大学（現マンチェスター大学）の生理学の教授になった。オットー・マイヤーホフの研究と平行して、彼は筋肉の機械的動作の仕組みを解明した。2人は1922年度のノーベル生理学・医学賞を受賞した。
1923年、彼はアーネスト・スターリングの後を継いでユニヴァーシティ・カレッジ・ロンドンの生理学の教授の職に就き1951年に退官するまで務めた。1966年まで、精力的に研究を続けた。
第二次世界大戦を機に、アーチボルドは公共的な仕事に携わるようになった。1935年にはパトリック・ブラケット、ヘンリー・ティザードらとともにレーダーを作る委員会に関わった。1940年から1945年にかけてはケンブリッジ大学の理事会のメンバーになり、アドルフ・ヒトラーの迫害から逃れてきた科学者たちを守り通した。またアメリカ合衆国政府の多くの科学的な委員会に所属している。
1977年にケンブリッジで死去した。

## 受賞・栄典
- 1918年 - 大英帝国勲章オフィサー受勲
- 1918年 - 王立協会フェロー選出[1]
- 1926年 - ロイヤル・メダル[1]
- 1926年 - クルーニアン・メダル
- 1946年 - コンパニオン・オブ・オナー勲章受勲
- 1946年 - 大英帝国勲章コマンダー受勲
- 1948年 - コプリ・メダル[1]
- 1966年 - コテニウス・メダル